# C.E.V. - Costruzioni Elettromeccaniche Venegonesi
La C.E.V., acronimo per “Costruzioni Elettromeccaniche Venegonesi” era un'azienda di Milano, fondata dai fratelli Pagani attraverso l'omonima società. È oggi un marchio di proprietà di terzi. Il logo è costituito dalle lettere C, E, e V, in carattere stampatello, all'interno di una figura ovalizzata. 

## Storia

### La Fratelli Pagani
Fondata a Milano dai Pagani come Fratelli Pagani, nel 1906 inizialmente si occupa di produzione di batterie e poi di lampade portatili, compresi i primi sistemi di lampada alimentata a dinamo da montare sulle biciclette.  

### La CEV - Costruzioni Elettromeccaniche Venegonesi
La conformazione aziendale definitiva avviene nel 1937, quando i fondatori, a fianco dell'attività storica ubicata in Via Varesina 124/126 a Milano, aprono un nuovo stabilimento in Venegono Superiore (Va), al confine con Castiglione Olona, e registrano anche il nome Cev (Costruzioni Elettromeccaniche Venegonesi), inizialmente un marchio utilizzato per la produzione di strumentazioni di bordo ad uso aeronautico.  

#### Dal 1950
Dopo la seconda guerra mondiale, negli anni 50, a Milano, la CEV cessa definitivamente la produzione di batterie, mantenendo quella di torce e lampade. A Venegono prosegue quella che diverrà la produzione principale, quella di fanaleria e strumentazioni per il settore automobilistico e, soprattutto, motociclistico. 
Negli anni sessanta, la azienda Bergamaschi si accorda per la distribuzione dei prodotti CEV.  
Nel corso degli anni settanta, la Cev è in piena attività, ed è fornitore di primo equipaggiamento per molti grandi marchi - anche stranieri, con strumenti in miglia - di cicli e motocicli. Fra questi Motobi, Mv Agusta, Honda, Laverda, Aprilia, Moto Guzzi ed altre, molte delle quali oggi scomparse.  
I fanali e gli strumenti di misurazione della CEV vengono progettati anche per equipaggiare in maniera diversa dall’origine i motocicli e ciclomotori, con diversificazioni aftermarket, ed anche per utilizzo sportivo da parte di piloti privati. Con l'occasione i Pagani creano - nel 1972 -  un'ulteriore attività imprenditoriale per la sola produzione delle batterie e lampade, denominata "Velamp" (acronimo di Venegono Lampade), che in seguito seguirà un proprio percorso diverso da quello di CEV.   

#### Gli anni novanta, la chiusura.
Negli anni ottanta, con il mercato della componentistica dominato dall'elettronica e dai produttori asiatici, la CEV entra in crisi. Vengono comunque prodotti, oltre a fanali, avvisatori acustici, fendinebbia per auto e natanti, ed altri strumenti anche in collaborazione con altre aziende (fra queste, la M.V.M. Meccanica Valle Metauro).  
Negli anni novanta, complice la situazione di crisi del settore, la “Fratelli Pagani” ed il suo ramo di azienda “CEV”, compreso il marchio, vengono ceduti. Fra gli ultimi prodotti la dinamo "Olona" degli anni 90. L'ultima acquisizione operativa è - nel 2001 - ad opera della ZADI, azienda fondata molti anni prima da due ex dipendenti della Magneti Marelli (Antonio Zavatti e Enrico Diacci) per la produzione di serrature rifornendo, dal 1968, sia Piaggio che i maggiori gruppi. A quel punto l'attività produttiva di CEV è già terminata, e i prodotti marchiati sono d'importazione.   

## Gli stabilimenti
Lo stabilimento di via Varesina a Milano è stato demolito e sostituito con edifici commerciali e residenziali. L'area industriale di Venegono, dismessa, è stata recentemente oggetto di un progetto di demolizione e rigenerazione.   

## Il marchio CEV
Dopo diverse modifiche societarie, il marchio CEV viene oggi utilizzato da realtà terze. In una realtà piuttosto movimentata di acquisizioni e chiusure, nel 1991 in Italia era nata la ECIE srl, nel settore fanaleria, fondata da tecnici della CEV. Successivamente andata incontro a altre fusioni, l'holding di riferimento aveva acquisito un'azienda cinese, chiamandola "Ecie Chendu", e facendovi produrre, dal 2005, fanali. Tale realtà è poi stata ridenominata sfruttando i diritti d'uso del marchio CEV, “CEV Chengdu co.ltd.”, per la produzione e distribuzione della componentistica automotive. Nel 2014 viene creata  la “CEVLAB” per attività di ricerca, sviluppo e consulenza alle aziende del settore, con sede a Milano. Si tratta di realtà prive però di connessione industriale con l'azienda originaria.   